# 若林映子
若林映子（1939年12月13日—），日本女演員，於1967年在詹姆士·龐德電影《鐵金剛勇破火箭嶺》中飾演明子為西方世界所認識。在此之前，她在日本多齣電影已經擔當重要角色，尤以東寶出品的怪獸電影而聞名，包括1964年的《宇宙大怪獸德古拉》和《三大怪獸 地球最大決戰》。

## 外部連結
- 若林映子在互联网电影资料库（IMDb）上的資料（英文）